# Nancy Kilpatrick
Pour les articles homonymes, voir Kilpatrick.
Nancy Kilpatrick, née le 6 mai 1946 à Philadelphie et morte le 31 mars 2025, est une auteure américano-canadienne qui a écrit des histoires dans les genres de la dark fantasy, de l'horreur, de l'horreur érotique et de la sous-culture gothique.

## Biographie
Nancy Kilpatrick est née le 6 mai 1946 à Philadelphie, en Pennsylvanie. Elle grandie dans cette même ville et étudie à l'université Temple.
Elle se marie une première fois en 1964 avec Len Kirschner. Elle s'installe à Montréal, au Canada, en 1970 mais divorce en 1975. L'année de son divorce, elle écrit son premier roman, une histoire de vampire. C'est un échec, tous les éditeurs qu'elle contacte, refusent le récit. Elle se remarie en 1984 avec Michael Kilpatrick. C'est à cette même période qu'elle prend son premier agent littéraire, Henry Morrison. Elle se fait connaître comme écrivaine travaillant aussi bien sur des romans que des nouvelles, des anthologies et des comic books, la plupart sur le thème du fantastique et de l'horreur. Mais, c'est surtout ses ouvrages sur le thème des vampires qui la feront connaître. Le magazine Fangoria ira jusqu'à la qualifier de « réponse canadienne à Anne Rice ».
Elle écrit également sous plusieurs pseudonymes. Elle rédige ainsi sous le nom d'Amarantha Knight, la série The Darker Passions qui reprend des classiques de la littérature d'horreur comme Dracula, Frankenstein ou Carmilla, sous forme de récit érotique. Son choix d'utiliser un nom de plume est dû à son contrat avec son éditeur qui l'interdit d'écrire pour une autre maison d'édition sous son propre nom. Parmi ses livres, seule sa série Le Pouvoir du sang (Power of the Blood World), composée de quatre volumes, a été traduite en français par les éditions Alire. Quelques nouvelles, parmi les 250 qu'elle a écrite, ont été traduites et publiées dans divers magazines ou recueils canadiens et français,. Vers 1999, elle est contactée pour écrire une œuvre de non-fiction sur le mouvement gothique. Elle mettra deux ans pour compléter l'ouvrage en interrogeant plus d'une centaine de personnes, mais le livre ne sera pas publié. En effet, les attentats du 11 septembre 2001 venant d'avoir lieu, les éditeurs américains trouvent le sujet trop sombre. La Bible gothique (The Goth Bible: A Compendium for the Darkly Inclined) sera finalement publiée en 2004 et les droits seront vendus à des éditeurs français et italiens.
En plus d’écrire ses romans, elle donne des cours en ligne sur l'écriture et la rédaction de nouvelles pour le George Brown College (en) et Ontario Learn, un site d'apprentissage de niveau universitaire,.
Elle est morte le 31 mars 2025, à l'âge de 78 ans.

## Œuvres
Elle a écrit plusieurs de ses œuvres sous pseudonyme.

### Fiction
- Dracul: An Eternal Love Story, 1998
- Eternal City, 2003Écrit avec Michael Kilpatrick.
- The Darker Passions (sous le pseudonyme d'Amarantha Knight)

1. Dracula, 1993
2. Frankenstein, 1995
3. The Fall of the House of Usher, 1995
4. Dr. Jekyll & Mr. Hyde, 1995
5. The Picture of Dorian Gray, 1996
6. Carmilla, 1997
7. The Pit and the Pendulum, 1998

- Le Pouvoir du sang (Power of the Blood World)

1. L'Enfant de la nuit, Alire, 2001 (Child of the Night, 1996), trad. Sylvie Bérard & Suzanne Grenier, 372 p.  (ISBN 2-922145-52-2)
2. La Mort tout près, Alire, 2001 (Near Death, 1994), trad. Sylvie Bérard, 372 p.  (ISBN 2-922145-55-7)
3. La Passion du sang, Alire, 2002 (Bloodlover, 2000), trad. Sylvie Bérard & Suzanne Grenier, 338 p.  (ISBN 2-922145-67-0)
4. Renaissance, Alire, 2002 (Reborn, 1997), trad. Sylvie Bérard & Suzanne Grenier, 398 p.  (ISBN 2-922145-58-1)

- Thrones of Blood

1. Revenge of the Vampir King, 2017
2. Sacrifice of the Hybrid Princess, 2017
3. Abduction of Two Rulers, 2018
4. Savagery of the Rebel King, 2019
5. Anguish of the Sapiens Queen, 2020

### Recueils
- Sex & the Single Vampire, 1994
- Endorphins, 1997
- The Vampire Stories of Nancy Kilpatrick, 2000
- Cold Comfort, 2001
- Vampyric Variations, 2012
- Thirteen Plus-1 Lovecraftian Narratives, 2023

### Anthologies
- Flesh Fantastic, 1995
- Love Bites, 1995
- Sex Macabre, 1996
- Seductive Spectres, 1996
- Demon Sex, 1998
- In the Shadow of the Gargoyle, 1998Écrit avec Thomas S. Roche.
- Graven Images: Fifteen Tales of Magic and Myth, 2000Écrit avec Thomas S. Roche.
- Outsiders: 22 All New Stories From the Edge, 2005Écrit avec Nancy Holder.
- Tesseracts Thirteen: Chilling Tales of the Great White North, 2009Écrit avec David Morrell.
- Evolve: Vampire Stories of the New Undead, 2010
- Evolve Two: Vampire Stories of the Future Undead, 2011
- Danse Macabre: Close Encounters with the Reaper, 2012
- Expiration Date, 2015
- nEvermore!, 2015Écrit avec Caro Soles.

### Non-fiction
- La bible gothique, Camion Noir, 2008 ((en) The Goth Bible: A Compendium for the Darkly Inclined, 2004), trad. Christelle Derenne, 377 p.  (ISBN 978-2910196691)

## Honneurs

### Prix
Elle est lauréate du prix Arthur-Ellis en 1993, dans la catégorie « Nouvelle » avec Mantrap. 

### Nominations
- Prix Bram-Stoker[11]
  - 1992 : Prix Bram-Stoker de la meilleure nouvelle courte pour Farm Wife
  - 1994 : Prix Bram-Stoker du meilleur premier roman pour La Mort tout près (Near Death)
  - 2015 : Meilleure anthologie pour nEvermore![12]
- Prix Aurora[11]
  - 2011 : pour son anthologie Evolve: Vampire Stories of the New Undead[13]
  - 2016 : pour son anthologie nEvermore![14]